# Célio de Oliveira Goulart
Célio de Oliveira Goulart OFM (* 14. September 1944 in Pirajuí, São Paulo, Brasilien; † 19. Januar 2018 in São João del-Rei, Minas Gerais, Brasilien) war ein brasilianischer Ordensgeistlicher und römisch-katholischer Bischof von São João del-Rei.

## Leben
Célio de Oliveira Goulart trat der Ordensgemeinschaft der Franziskaner bei, legte am 2. Februar 1968 die feierliche Profess ab und empfing am 12. Juli 1969 die Priesterweihe.
Papst Johannes Paul II. ernannte ihn am 24. Juni 1998 zum Bischof von Leopoldina. Die Bischofsweihe spendete ihm der Erzbischof von Diamantina, Paulo Lopes de Faria, am 28. August desselben Jahres; Mitkonsekratoren waren Diogo Reesink OFM, Bischof von Teófilo Otoni, und José Belvino do Nascimento, Bischof von Divinópolis. Als Wahlspruch wählte er ein Paulus-Zitat aus dem 1. Korintherbrief: Crux Dei virtus est (Das Kreuz ist Gottes Kraft) (1 Kor 1,18 ).
Am 9. Juli 2003 wurde er zum Bischof von Cachoeiro de Itapemirim ernannt. Am 26. Mai 2010 wurde er durch Papst Benedikt XVI. zum Bischof von São João del-Rei ernannt und am 17. Juli desselben Jahres in das Amt eingeführt.